# خبر (خبر بافت)
خبر (بالفارسية: خبر) هي قرية تقع في إيران في Khabar Rural District. يقدر عدد سكانها بـ 1,685 نسمة .